# جان برونینگ
جان برونینگ (به انگلیسی: John Browning) ‏(۲۳ ژانویه ۱۸۵۵ در یوتا - ۲۶ نوامبر ۱۹۲۶ در ارستال، بلژیک) طراح آمریکایی سلاح‌های سبک بود که با اختراع سلاح‌های معروفی چون تپانچه‌های کلت ام۱۹۱۱ و برونینگ های‌پاور، تفنگ اتوماتیک برونینگ ام۱۹۱۸، مسلسل متوسط برونینگ ام۱۹۱۹ و مسلسل سنگین کالیبر ۰٫۵۰ (۱۲٫۷ م‌م) ام۲ برونینگ و همین‌طور فشنگ‌هایی چون فشنگ اسلحه کمری ۰٫۴۵ اینچی (۱۱٫۴۳x۲۳ م‌م) ای‌سی‌پی، و ۰٫۵۰ اینچی (۱۲٫۷x۹۹ م‌م) بی‌ام‌جی به شهرت رسیده است.
وی روحیه ابتکار را از همان بچگی داشت و در سیزده سالگی برای اولین بار تفنگی را در فروشگاه تفنگ پدرش ساخت. او در سال ۱۸۷۹ اختراع یک تفنگ تک تیر را به نام خود ثبت کرد که مجوز تولید آن را به شرکت وینچستر فروخت. برونینگ طراحی‌های بعدی خود را برای تولید در اختیار شرکت‌های اسلحه‌سازی کلت، رمینگتون، استیونز، و وینچستر گذاشت که همگی فروش خوبی داشتند و در اغلب آن‌ها هم به نام او اشاره‌ای نشده بود.
تفنگ اتوماتیک برونینگ در سال ۱۹۱۸ مورد پذیرش ارتش آمریکا قرار گرفت و تا اواخر دهه ۱۹۵۰ مورد استفاده نیروهای مسلح آمریکا قرار می‌گرفت. از حدود سال ۱۹۲۰ تا دهه ۱۹۵۰ تقریباً تمام سلاح‌های اتوماتیک مورد استفاده ارتش آمریکا توسط جان برونینگ در کالیبرهای ۰٫۳۰ اینچی (۷٫۶۲ میلی‌متر) و ۰٫۵۰ (۱۲٫۷ م‌م) اینچی طراحی شده بودند که با تغییراتی جزئی در نیروهای زمینی، دریایی و هوایی استفاده می‌شدند. علاوه بر این کلت ام۱۹۱۱ تپانچه کالیبر که فشنگ آن نیز توسط جان بورنینگ طراحی شده بود و توپ اتوماتیک هواپیمای ۳۷ میلی‌متری هم از دیگر سلاح‌های سازمانی ارتش آمریکا با طراحی برونینگ بود.
وی همچنین انواع زیادی از سلاح‌های ورزشی را هم طراحی کرد که یکی از معروف‌ترین آن‌ها تفنگ ساچمه‌ای دولولی است که در بلژیک ساخته می‌شود.